# مایکل یورک (ورزشکار)
مایکل یورک (انگلیسی: Michael York؛ زادهٔ ۱۶ اکتبر ۱۹۶۷) بازیکن هاکی روی چمن اهل استرالیا است.